# 龙德岛 (格林纳达)
12°18′N 61°35′W / 12.300°N 61.583°W
龙德岛（Ronde Island）是加勒比地区国家格林纳达的一座私人岛屿，行政上由圣帕特里克区负责管辖，属于格林纳丁斯群岛的一部分，面积8.1平方公里。该岛在2007年销售1亿美元，为世界上最贵的私人岛屿。